# Kerk van Uitwierde
De kerk van Uitwierde is een Nederlands-hervormde kerk op de wierde van het dorp Uitwierde in de Groninger gemeente Eemsdelta. De kerk werd gebouwd in 1839, terwijl de losstaande kerktoren uit omstreeks 1200 stamt.

## Kerk
De kerk van Uitwierde was belangrijk en rijk. De kerk bezat circa 35 hectare land dat verhuurd werd aan de hoogste bieder. Tot 1613 behoorde Delfzijl tot de parochie van Uitwierde. De kerk had oorspronkelijk een gracht, net als de kerk van Spijk. Deze werd in de 20e eeuw gedempt, waarna er een wandelpad rondom de kerk werd aangelegd. Tijdens het beleg van Delfzijl (1813-1814) liep het oorspronkelijke kerkgebouw door de plunderende Franse troepen aanzienlijke schade op. Het werd in 1839 vervangen door het huidige neoclassicistische bouwwerk. Tijdens de bevrijding van Delfzijl in de Tweede Wereldoorlog kwam Uitwierde - en daarmee de kerk - hevig onder vuur te liggen. De kerk liep weer zware schade op, maar werd in 1948 hersteld.
De preekstoel is na de vernielingen rond 1814 nieuw gemaakt door Jacob Meyer. Later is er een soort podium van gemaakt. Het orgel van Luitjen Jacob van Dam & Zonen, geplaatst in 1975, komt oorspronkelijk uit de kerk van Heveskes en dateert uit 1888.
Naast de ingang van de kerk zijn twee grafstenen van de familie Wincken ingemetseld. Pathuis vermeld dat deze grafstenen begin 20e eeuw 'barbaars' gerestaureerd werden. De grafzerk van Haro Wincken to Ringeheim (gestorven in 1563) bevindt zich sinds een restauratie in 2005 in de kerk. Deze grafzerk stond tot de vondst van de grafzerken in de kerk van Farmsum bekend als het oudste monument van de vroegere gemeente Delfzijl.

## Toren
De toren staat los van de kerk. Deze behoorde tot de vorige kerk en dateert uit de 13e eeuw. De toren werd in 1275 verhoogd. Toen de kerk in 1813-1814 onherstelbaar beschadigd werd, bleef de toren gespaard. Na het gereedkomen van de nieuwe kerk werd de toren in de periode 1840-'44 met één geleding verlaagd en afgedekt door een tentdak. De torenmuren hebben een dikte van 1.15 meter. Op de torenspits staat een windvaan in de vorm van een ruiter te paard. In de toren hangt een klok die mogelijk uit de 13e eeuw stamt.
De toren (niet de kerk) is thans bezit van de Stichting Oude Groninger Kerken.

## Zie ook

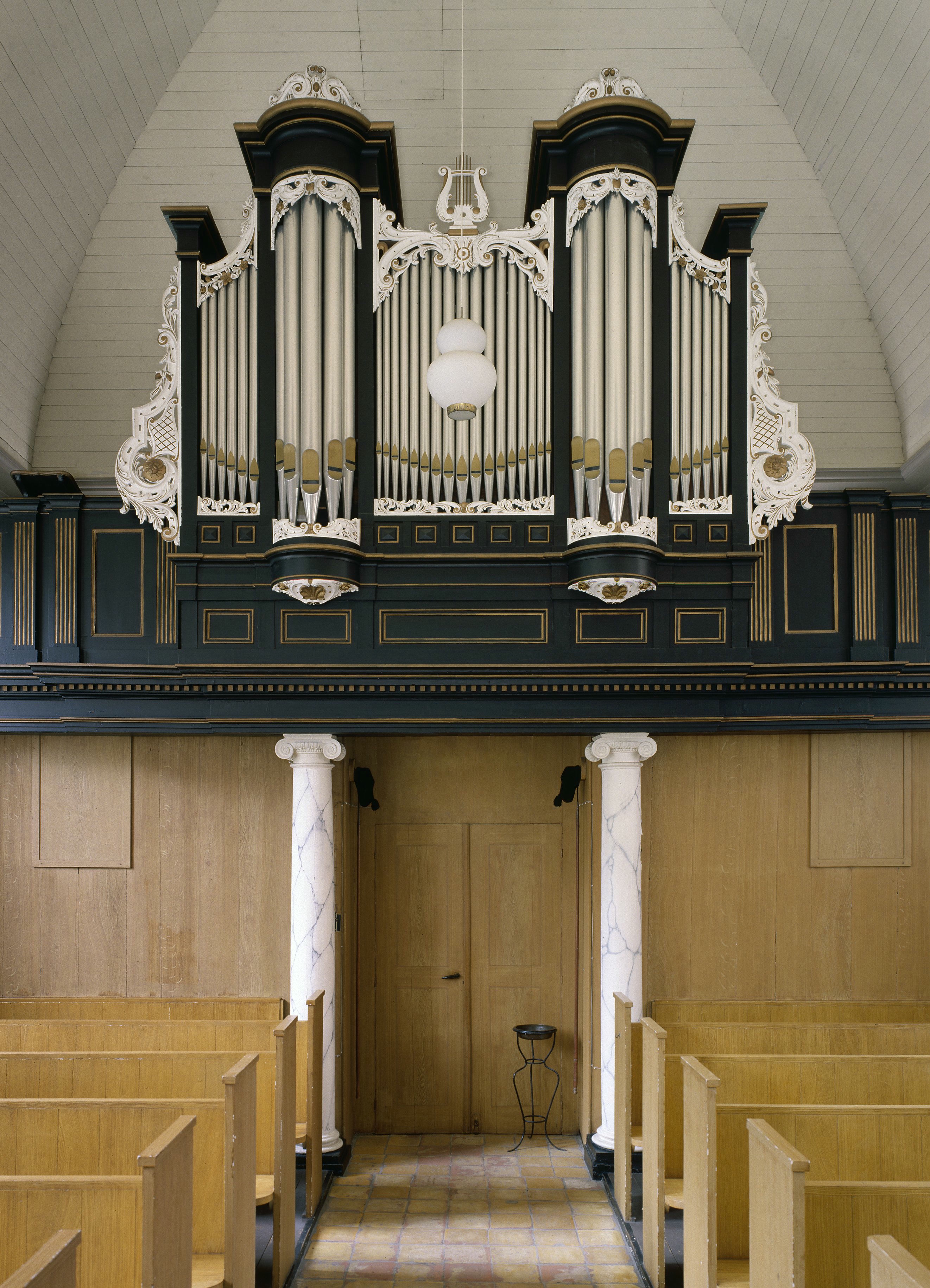
Het Van Dam-orgel uit 1888, afkomstig van de kerk van Heveskes en in 1975 naar Uitwierde verplaatst
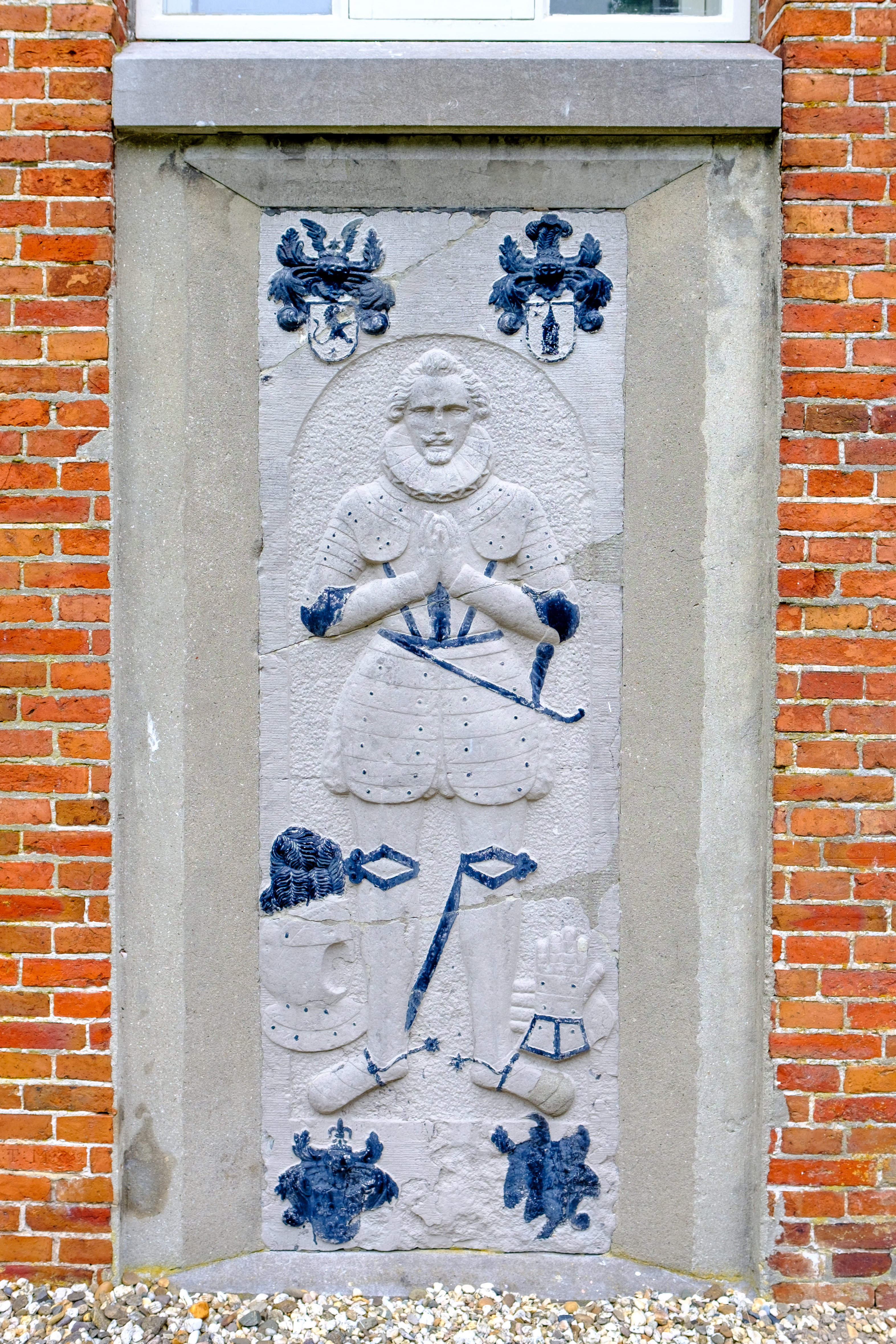
Grafzerk van een onbekend lid van de familie Wincken (of Wyncken) to Ringeheim uit ca. 1590 in de buitenmuur van de kerk. Het opschrift bevond zich vermoedelijk op een bronzen plaquette, die verloren gegaan is.
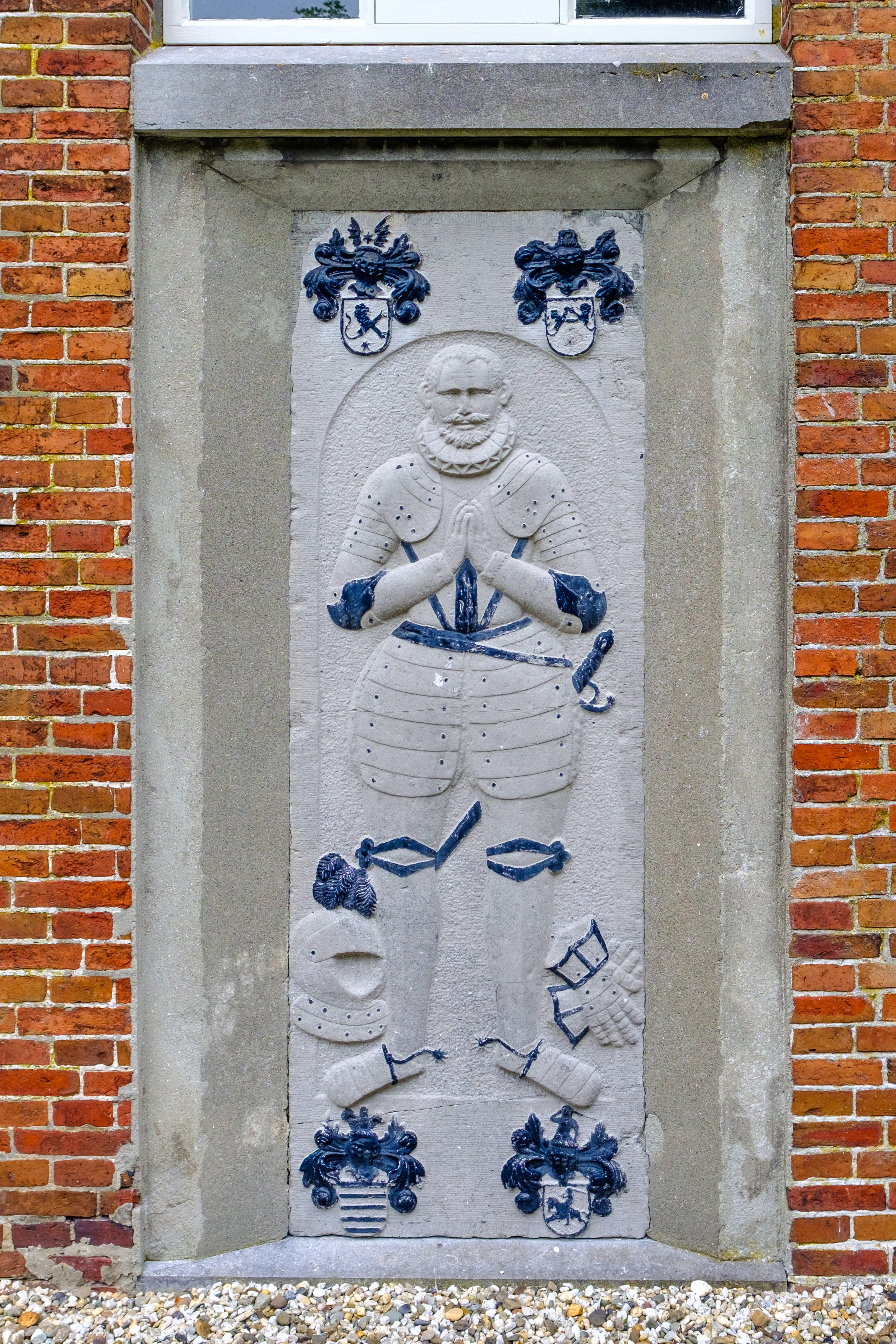
Grafzerk van een ander onbekend lid van de familie Wincken in de buitenmuur
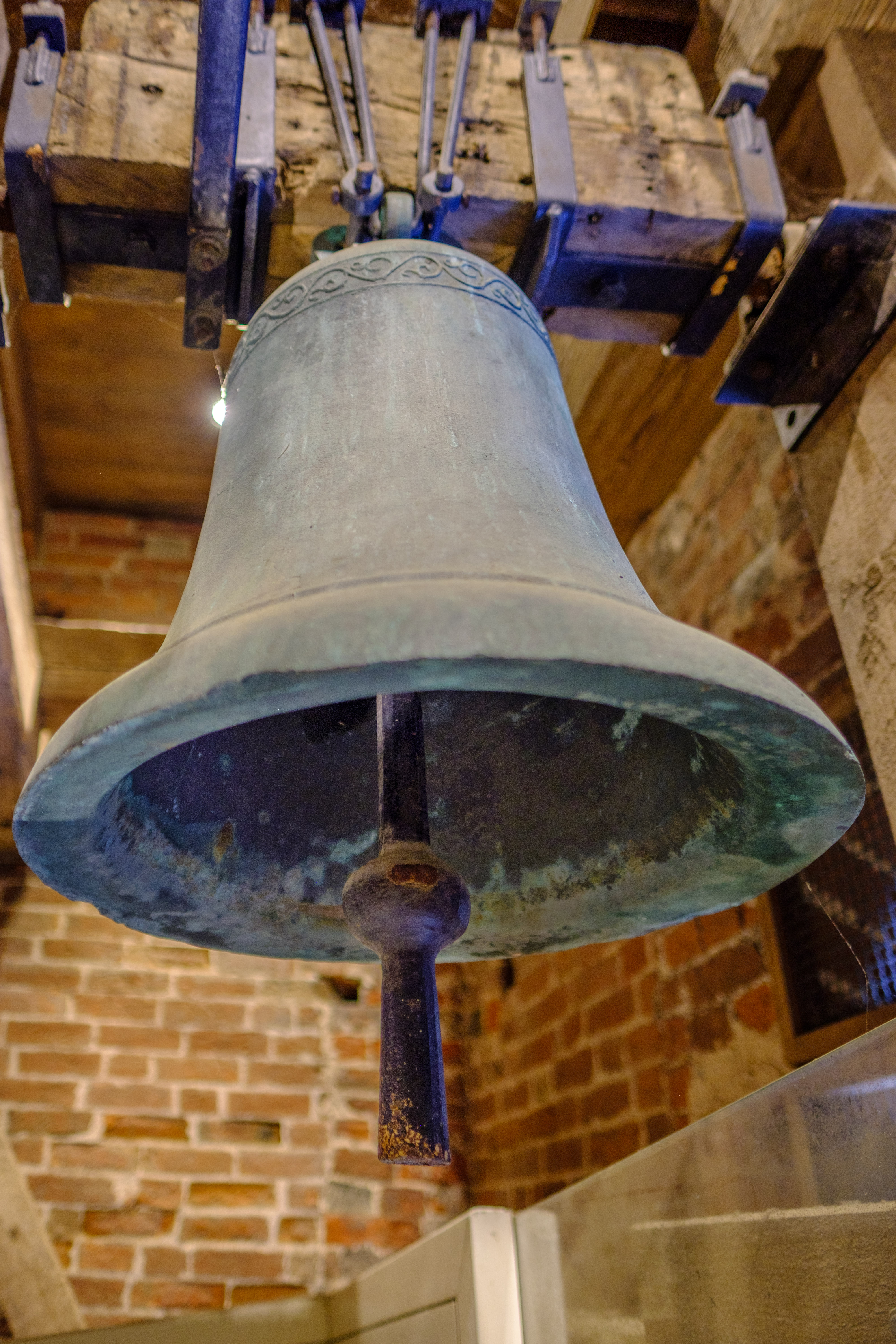
Torenklok
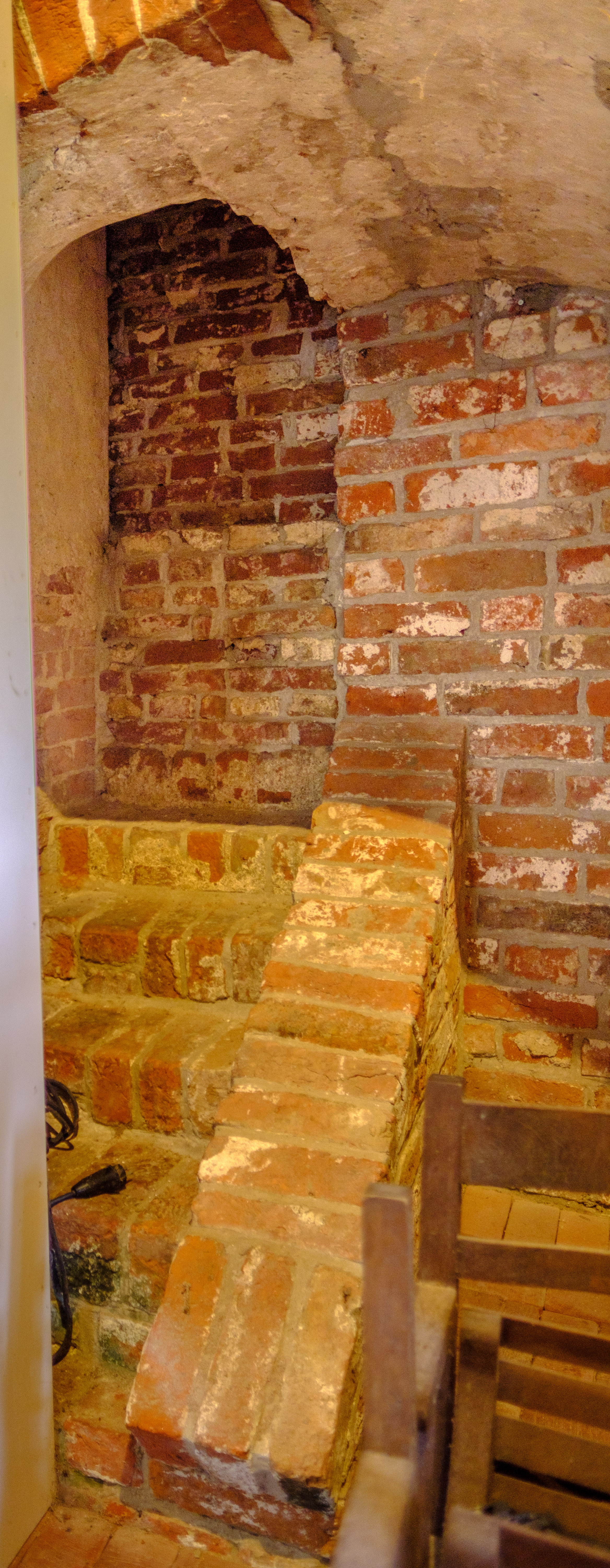
Dichtgezette doorgang tussen toren en kerk
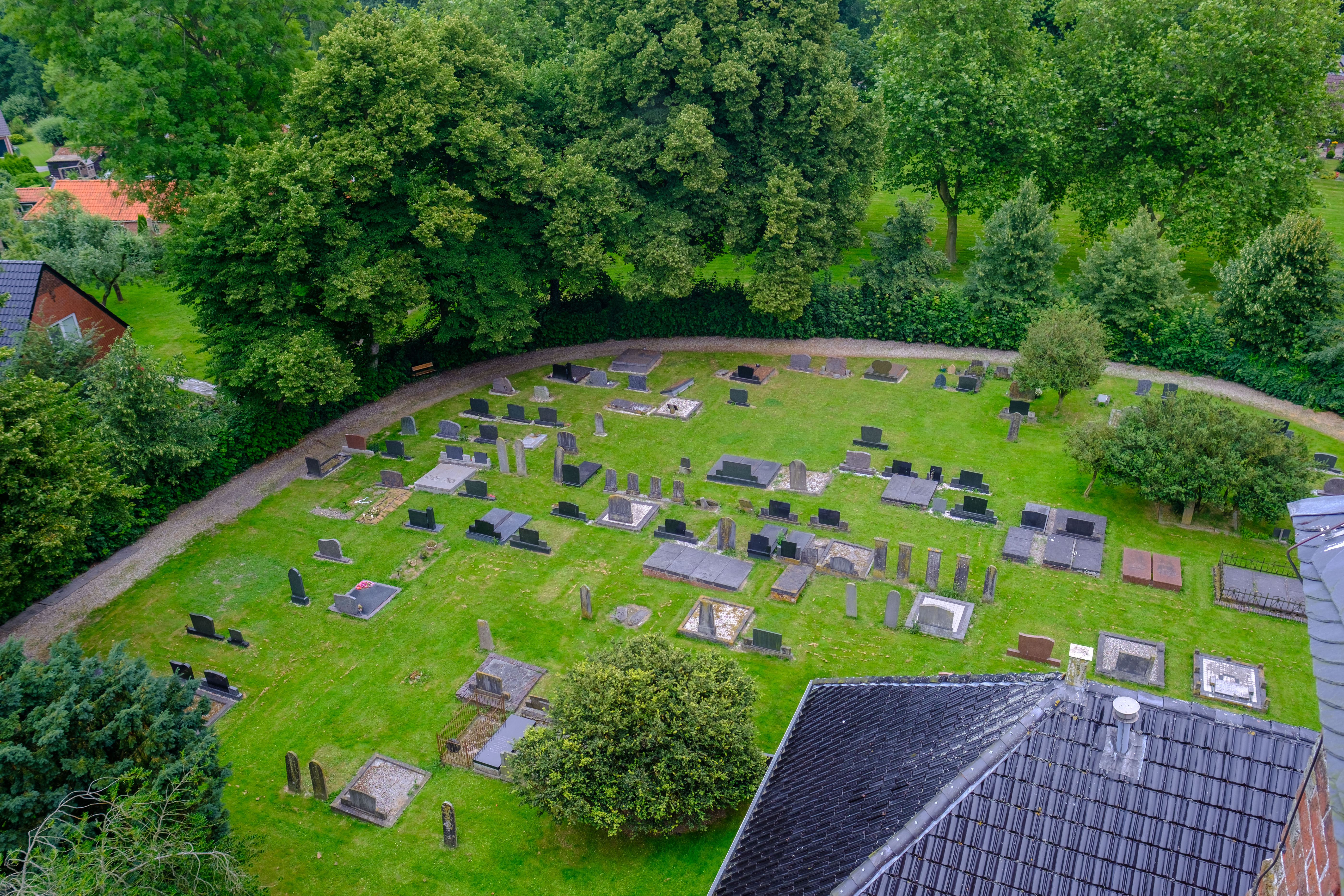
Het kerkhof gezien vanuit de toren